# Atletica leggera ai Giochi della XXII Olimpiade - Salto con l'asta

Video della Finale

Il salto con l'asta ha fatto parte del programma maschile di atletica leggera ai Giochi della XXII Olimpiade. La competizione si è svolta nei giorni 28 e 30 luglio 1980 allo Stadio Lenin di Mosca.

## Presenze ed assenze dei campioni in carica
| Competizione         | Atleta              | Prestazione | Mosca 1980     |
| -------------------- | ------------------- | ----------- | -------------- |
| Olimpiadi 1976       | Tadeusz Ślusarski   | 5,50 m      | Presente       |
| Commonwealth 1978    | Bruce Simpson       | 5,10 m      | Canada assente |
| Europei 1978         | Vladimir Trofimenko | 5,55 m      | Rit. 1979      |
| Panamericani 1979    | Bruce Simpson       | 5,15 m      | USA assenti    |
| Coppa del mondo 1979 | Mike Tully          | 5,45 m      | USA assenti    |

1. ↑  Per il boicottaggio.
2. ↑  Per il boicottaggio.

## La gara
Il primatista mondiale Houvion esordisce con un errore a 5,25. Tutti gli altri favoriti entrano a 5,35 e non sbagliano. La misura seguente è 5,45: 
Wladyslaw Kozakiewicz ed il francese Bellot passano a 5,50. Il giovane Volkov, l'idolo di casa, ed il campione in carica Slusarki (polacco come Kozakiewicz) addirittura passano a 5,55. Tutti superano l'asticella al primo tentativo, meno Houvion che accumula un altro errore.

La misura di 5,65 si rivela il primo osso duro della gara. Solo Kozakiewicz, sotto la disapprovazione del pubblico, fa bene alla prima prova. Tutti gli altri sbagliano. Secondo tentativo: idem. Al terzo ed ultimo tentativo ce la fanno Volkov (l'unico applaudito dal pubblico), Slusarski e Houvion. Bellot viene eliminato.

Ai 5,70  quando viene annunciato il nome di Kozakiewicz partono i fischi del pubblico.  Ma il polacco mantiene la calma ed esegue un salto perfetto. Invece per gli altri contendenti 5,70 si rivelano una misura impossibile.  Tutti sbagliano tre volte. Volkov si riserva il terzo tentativo a 5,75.

Tocca adesso a Kozakiewicz. Il polacco ha tutto il pubblico contro, invece conserva intatta la sua forza mentale e supera l'asticella al primo tentativo. Il pubblico incita Volkov, ma il russo sbaglia e viene eliminato. Si consola con l'argento, a pari merito con Slusarski (hanno lo stesso numero di salti e di errori).

Kozakiewicz potrebbe fermarsi invece chiede 5,78, nuovo record del mondo. In una situazione ambientale decisamente non facile sbaglia il primo tentativo. È il suo primo errore in tutta la gara. Il polacco raccoglie le energie e ce la fa alla seconda prova: nuovo record del mondo.  Il neo campione olimpico prova anche i 5,82 ma fallisce tutti i tre tentativi.
Per la prima volta dopo 60 anni viene battuto il record del mondo dell'asta nella finale olimpica: non accadeva da Anversa 1920.

## Risultati

### Turno eliminatorio
Qualificazione5,40 m
I 12 atleti finalisti sono selezionati a 5,35.

### Finale
| Pos | Atleta                | Paese            | 5,15 | 5,25 | 5,35 | 5,45 | 5,50 | 5,55 | 5,60 | 5,65 | 5,70 | 5,75 | 5,78 | Misura | Note            |
| --- | --------------------- | ---------------- | ---- | ---- | ---- | ---- | ---- | ---- | ---- | ---- | ---- | ---- | ---- | ------ | --------------- |
|     | Władysław Kozakiewicz | Polonia          |      |      | O    | -    | O    | -    | O    | O    | O    | O    | XO   | 5,78   | Record mondiale |
|     | Tadeusz Ślusarski     | Polonia          |      |      | O    | -    | -    | O    | -    | XXO  | XXX  |      |      | 5,65   |                 |
|     | Konstantin Volkov     | Unione Sovietica |      |      | O    | -    | -    | O    | -    | XXO  | XX-  | X    |      | 5,65   |                 |
| 4   | Philippe Houvion      | Francia          |      | XO   | -    | XO   | -    | O    | -    | XXO  | XXX  |      |      | 5,65   |                 |
| 5   | Jean-Michel Bellot    | Francia          |      |      | O    | -    | O    | -    | O    | XXX  |      |      |      | 5,60   |                 |
| 6   | Mariusz Klimczyk      | Unione Sovietica |      | O    | -    | XO   | -    | O    | -    | XXX  |      |      |      | 5,55   |                 |
| 7   | Thierry Vigneron      | Francia          |      | O    | -    | O    | -    | XXX  |      |      |      |      |      | 5,45   |                 |
| 8   | Sergei Kulibaba       | Unione Sovietica |      | XO   | -    | O    | -    | XXX  |      |      |      |      |      | 5,45   |                 |
| 9   | Tapani Haapakoski     | Finlandia        |      | XO   | -    | XO   | -    | XXX  |      |      |      |      |      | 5,45   |                 |
| 10  | Miro Zalar            | Svezia           |      | O    | O    | XX-  | X    |      |      |      |      |      |      | 5,35   |                 |
| 11  | Brian Hooper          | Regno Unito      | O    | O    | XXO  | XXX  |      |      |      |      |      |      |      | 5,35   |                 |
| 12  | Rauli Pudas           | Finlandia        |      | O    | -    | XXX  |      |      |      |      |      |      |      | 5,25   |                 |